# Usowo (obwód grodzieński)
Usowo, Wólka Dorguńska (biał. Вусава, Wusawa; ros. Усово, Usowo) – wieś na Białorusi, położona w obwodzie grodzieńskim w rejonie grodzieńskim. 
W latach 1921–1939 Wólka Dorguńska należała do gminy Wołłówiczowce, w ówczesnym województwie białostockim. 
22 czerwca 1941 podczas ataku III Rzeszy na Związek Socjalistycznych Republik Radzieckich w rejonie Wólki Dorguńskiej 30 osobowy oddział NKWD dowodzony przed podporucznika Wiktora Usowa przez sześć godzin bronił granicy przed atakiem wojsk nieprzyjaciela. Wszyscy zginęli, 6 maja 1945 porucznik Usow został pośmiertnie odznaczony tytułem bohatera Związku Radzieckiego. 28 lipca 1952 podczas prowadzonych prac ekshumacyjnych odnaleziono szczątki Wiktora Usowa i walczących z nim żołnierzy, zostali oni pochowani w przygotowanej kwaterze wojennej. 30 czerwca 1964 dekretem Prezydium Rady Najwyższej ZSRR nazwę Wólka Dorguńska zmieniono na Usowo.